# Moták černobílý
Moták černobílý (Circus melanoleucos) je dravec z čeledi jestřábovití, který hnízdí ve východní části Palearktické oblasti a zimuje v jihovýchodní Asii. Zatímco samice je se svým šedohnědým opeřením poměrně nevýrazná, samec má černobílé opeření s rapidními nápadnými přechody mezi oběma barvami.

## Systematika
Motáka černobílého formálně popsal v roce 1769 velšský přírodovědec Thomas Pennant. Jedná se o monotypický taxon, tzn. nejsou rozlišovány žádné poddruhy. Druhové jméno melanoleucos pochází z řeckých melas („černý“) leukos („bílý“), čili doslova „černobílý“.

## Výskyt

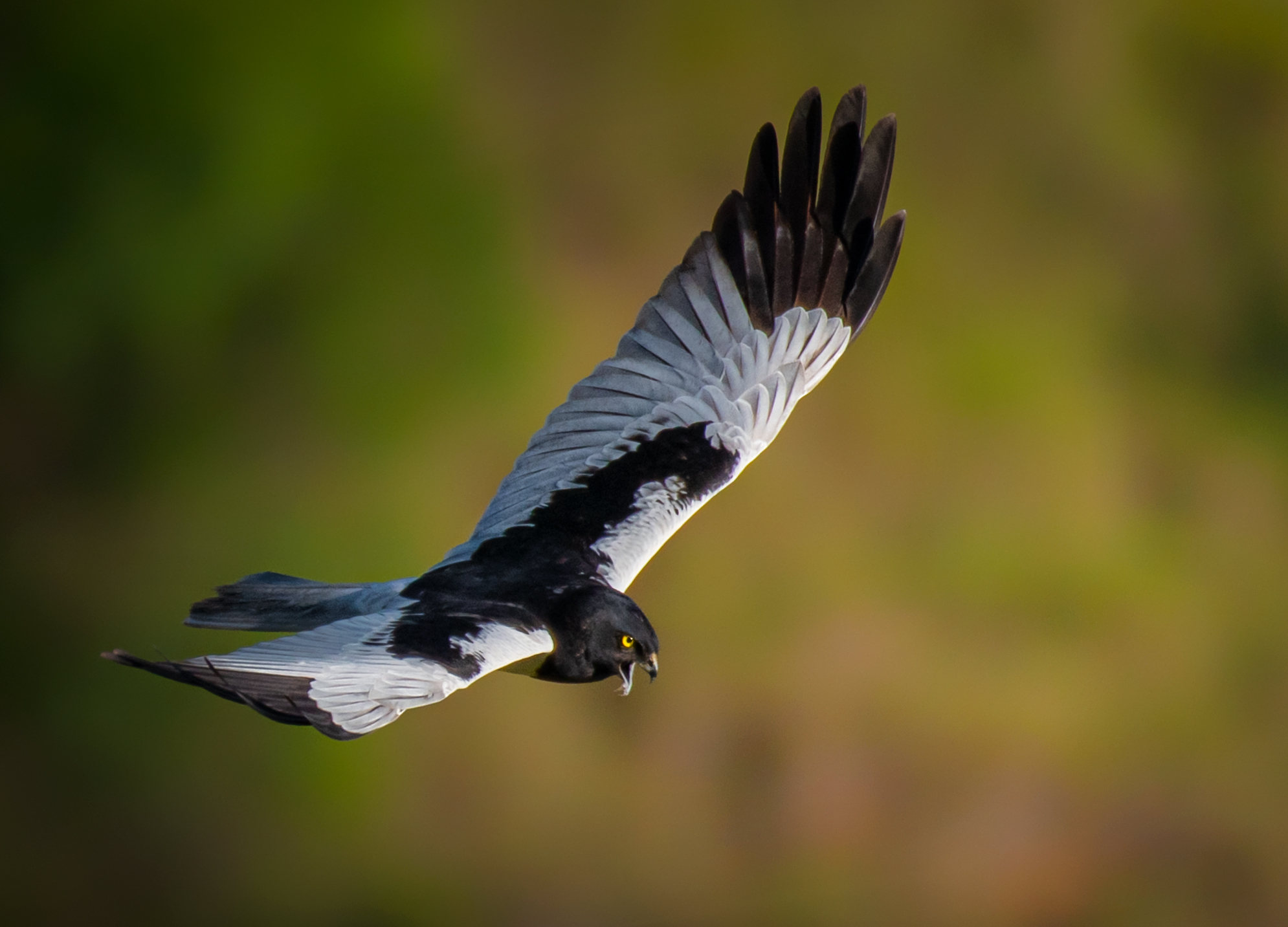
Samec motáka černobílého v letu

Jedná se o tažný druh, který hnízdí od východních Himálají po východní Čínu a Mongolsko. Zimuje v jižní Indii, jižní Číně a pevninské i ostrovní části jihovýchodní Asie včetně Bornea, Sumatry a Filipín. Globální početnost druhu přesahuje 10 000 jedinců.
Habitat motáka černobílého může být sice různý – vyskytuje se v otevřené krajině od suchých stepních oblastí po bažinaté březové lesíky – avšak ze všeho nejraději má vlhká stanoviště jako jsou močály při jezerních okrajích, louky u řek nebo bažiny s rákosinami. V zimě obývá i kultivovaná otevřená stanoviště jako jsou rýžová pole. Na hnízdištích se vyskytuje typicky do 1500 m n. m., v zimě nebo při migraci se však může objevit ještě výše.

## Popis
Tento relativně malý dravec dosahuje délky těla mezi 41–47 cm. Samec i samice mají rozdílná opeření. Samec má černou hlav a hruď, které kontrastují s bílou spodinou. Spodní strana křídel je převážně bílá, ruční letky jsou černé; horní strana křídel je na vnitřních krovkách u těla černá, zbytek krovek a loketní letky jsou bílé, ruční letky černé. Hřbet je černý. Samice hraje světle hnědošedými odstíny; svrchní strana je tmavší než ta spodní. Ozobí je žluté, stejně jako duhovky, které u samce vysoce kontrastují s černou hlavou.

## Biologie

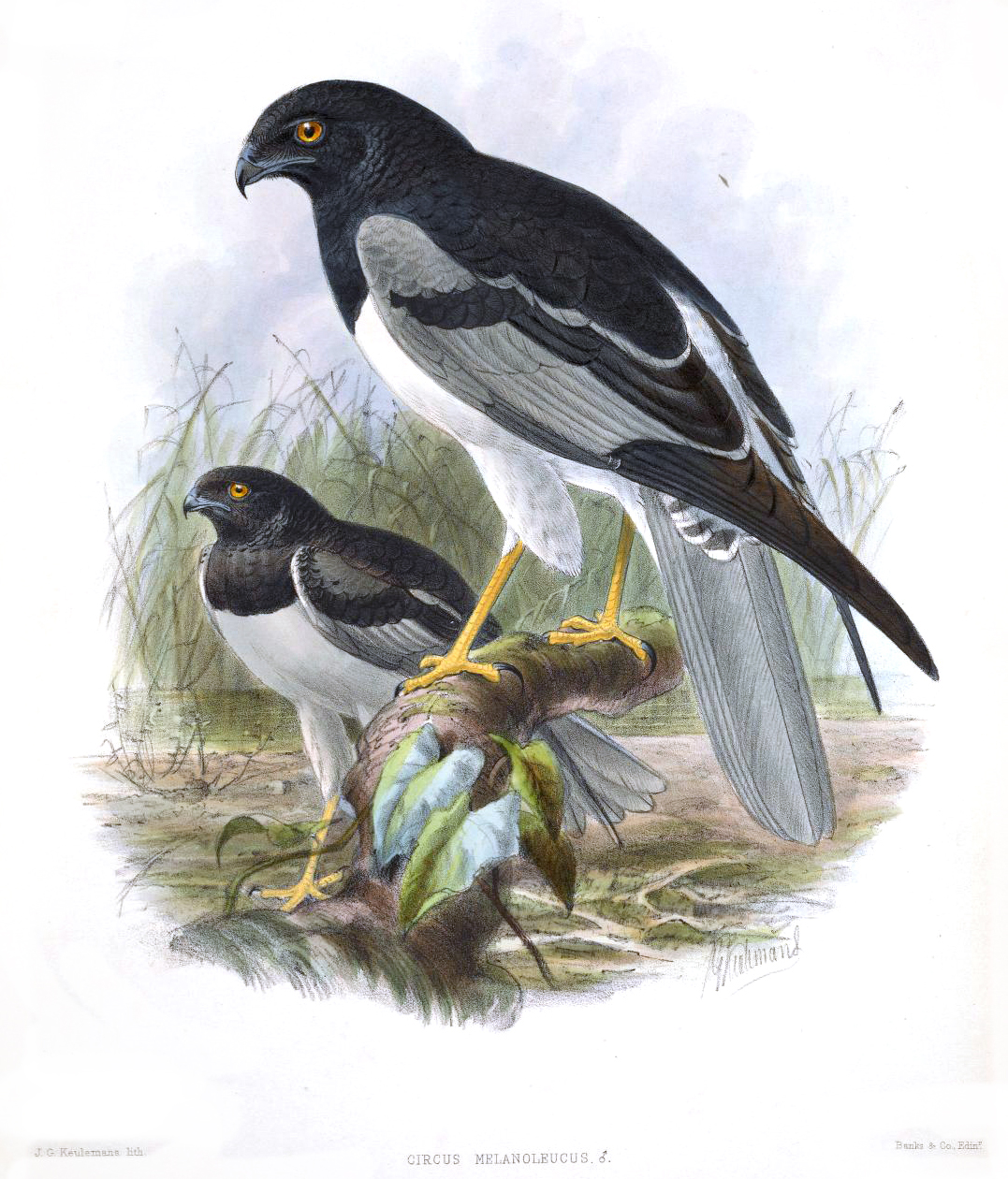
Dva samci motáka černobílého (John Gerrard Keulemans, 1874)

Složení jídelníčku je individuálně, oblastně i sezónně podmíněno. K nejčastějším typům potravy patří menší obratlovci (hlavně hraboši, ale i žáby, plazi, ptáčata či ryby), větší hmyz (sarančata, brouci) a někdy i mršiny. Moták černobílý je většinou tichý, avšak v době hnízdění a kolem hnízda se ozývá tichým uek-uek-uek. Během námluv samci vydávají opakované kij-víí a samice rychlé kí-kí-kí. Na hřadovištích může odpočívat vedle některých jiných druhů motáků, mj. motáka východního (Circus spilonotus).

### Hnízdění
Zahnizďuje od poloviny května do srpna. Hnízdo si staví z trav, rákosí a další vegetace na mokré, občas i suché zemi v rákosí, vysoké trávě nebo v nízkém křoví. Samice klade nejčastěji 4–5 (rozptyl 3–6) vajec. Inkubace trvá více než 30 dní.

## Ohrožení
Mezinárodní svaz ochrany přírody považuje motáka černobílého za málo dotčený druh, nicméně populace druhu klesá následkem úbytku přirozeného prostředí, mj. vysoušením močálů za účelem získání zemědělské půdy.